# میدان گلستان (شیراز)
میدان گلستان که به میدان کلبه و کلبه سعدی نیز معروف است، میدانی در شیراز است که در آن بلوارهای هفت تنان، آزادی، ابونصر و سلمان فارسی (پیرنیا) به هم می‌پیوندند. مجسمه‌ای از سعدی در میانه این میدان قرار دارد.

## مجسمه
در سال ۱۳۳۰، با ابتکار و پیگیری علی‌اصغر حکمت، رئیس وقت انجمن آثار ملی ایران، مجسمهٔ بزرگی از سعدی ساخته و در میدان سعدی شیراز در نزدیکی دروازه اصفهان نصب و در سال ۱۳۳۱ هم‌زمان با افتتاح آرامگاه سعدی، رونمایی شد. این تندیس اثر ابوالحسن صدیقی، نقاش و مجسمه‌ساز برجستهٔ ایرانی است و از جنس سنگ مرمر ساخته‌شده‌است. کار ساخت این مجسمه که بیش از سه متر ارتفاع دارد، یک سال و نیم به طول انجامیده‌است. نصب این مجسمه در ابتدا با مخالفت و اعتراض برخی از متشرعین شیراز همراه بوده که آن را خلاف احکام اسلام می‌دانستند؛ ولی در نهایت با میانجی‌گری علمای شیراز این اعتراضات خاتمه پیدا کرد.
علت انتخاب این محل برای نصب مجسمهٔ سعدی، واقع شدن این محل در مبدأ ورود مسافران به شیراز بود. اما به مرور زمان، با ساخته شدن مسیرهای جدید، مسافران کمتر این مسیر را انتخاب می‌کردند و این مجسمه کمتر در معرض دید مسافران قرار داست. این مجسمه تا اواسط دههٔ ۱۳۷۰ در این میدان واقع بود اما با برچیده شدن تدریجی میدان، مجسمه به میدان گلستان انتقال داده‌شد.

## ترابری

### خیابان‌ها
- بلوار آزادی
- بلوار هفت تنان
- بلوار ابونصر
- بلوار سلمان فارسی

### اتوبوسرانی
- خط ۲
- خط ۱۷
- خط ۲۴
- خط ۷۲
- خط ۷۳
- خط ۷۷
- خط ۹۷

### مترو
- ایستگاه متروی سعدیه